# Česká Skalice
Česká Skalice är en stad i Tjeckien.   Den ligger i distriktet Okres Náchod och regionen Hradec Králové, i den nordöstra delen av landet, 120 km öster om huvudstaden Prag. Česká Skalice ligger 291 meter över havet och antalet invånare är 5 402.
Terrängen runt Česká Skalice är platt söderut, men norrut är den kuperad. Runt Česká Skalice är det ganska glesbefolkat, med 40 invånare per kvadratkilometer. Närmaste större samhälle är Náchod, 8,8 km öster om Česká Skalice. Trakten runt Česká Skalice består till största delen av jordbruksmark.